# ホギメディカル
株式会社ホギメディカルは、医療器具（医療用マスク、手術などで使う各種消耗品などの衛生材料）の製造販売を行う日本の企業である。

## 概要
医療用不織布製品、滅菌用包装袋（メッキンバッグ）、各種医療用キット製品ではトップシェアを持つ。
茨城県内に生産拠点を持ち、インドネシアに子会社、孫会社がある。

## 沿革
- 1955年（昭和30年）12月 - 東京都文京区に保木将夫（現・名誉会長）の個人商店として保木明正堂を創業し、紙・文具小売と医療用記録紙の販売を開始。
- 1961年（昭和36年）4月 - 東京都文京区に資本金100万円で保木記録紙販売株式会社を設立。
- 1963年（昭和38年）1月 - HOGY印心電計記録紙の販売開始。
- 1964年（昭和39年）6月 - 東京都練馬区に野方工場を設置し、メッキンバッグ（滅菌包装袋）の製造開始
- 1967年（昭和42年）9月 - 千葉県柏市に柏工場を建設し、野方工場を閉鎖。
- 1970年（昭和45年）10月 - 商号を株式会社ホギに変更。
- 1971年（昭和46年）1月 - 千葉県流山市に第一配送センターを設置。
- 1972年（昭和47年）7月 - 医療用不織布製品の製造および販売を開始。
- 1978年（昭和53年）11月 - 茨城県稲敷郡美浦村に美浦工場（現：美浦工場第一）を建設し、メッキンバッグおよび不織布製品の製造を開始。同時に柏工場の業務を吸収。
- 1979年（昭和54年）4月 - 旧：柏工場を改築し、第二配送センターを設置。
- 1983年（昭和58年）10月 - 美浦工場第二が完成し、不織布製品専用工場とする。隣接地に第三配送センターを設置。
- 1987年（昭和62年）4月 - 商号を株式会社ホギメディカルに変更。
- 1989年（平成元年）6月 - 江戸崎配送センター（全自動倉庫）設置。
- 1991年（平成3年）12月 - 東京証券取引所市場第二部に上場。
- 1992年（平成4年）4月 - 江戸崎滅菌センター（電子線滅菌）が稼働。
- 1993年（平成5年）
  - 7月 - 美浦工場第三が完成。のち1994年4月に美浦工場第二に統合された。
  - 10月 - 南奥原工業団地に筑波工場用地を取得。
- 1994年（平成6年）
  - 1月 - 江戸崎配送センター増築完成。第一配送センターを統合。
  - 4月 - キット製品の販売を開始。
  - 10月 - P.T.ホギインドネシア（現：連結子会社）設立。
- 1995年（平成7年）10月 - 筑波滅菌センター（全自動電子線滅菌）が完成。
- 1997年（平成9年）10月 - 筑波配送センター（全自動倉庫）が完成。
- 2000年（平成12年）3月 - 東京証券取引所市場第一部に指定。
- 2002年（平成14年）4月 - 本店を現在地（東京都港区）に移転。
- 2003年（平成15年）3月 - 筑波キット工場が完成し、キット製品専用工場とする。
- 2006年（平成18年）6月 - 筑波新配送センター（全自動倉庫）が稼働開始。
- 2017年（平成29年）6月 - 筑波新工場が稼動開始。

## 生産拠点
- 筑波工場 - 茨城県牛久市
- 美浦工場 第一・第二 - 茨城県稲敷郡美浦村

## 連結子会社
- P.T.ホギインドネシア
- ホギメディカルアジアパシフィックPTE.LTD.
- P.T.ホギメディカルセールスインドネシア（孫会社）